# Alexander Veljanov
Alexander Veljanov est connu comme le chanteur du groupe allemand Deine Lakaien (pop avant-gardiste / darkwave), fondé en 1985, dont il est avec Ernst Horn le cocréateur.

## Biographie
Alexander Veljanov (né en Macédoine en 1965) a étudié le théâtre et le cinéma à Munich et Berlin. Il a interrompu ses études en 1991 pour se concentrer sur la musique, travaillant principalement sur Deine Lakaien. Jusqu'en 1993 il est le chanteur et leader du groupe de rock Run Run Vanguard.
Il chante et écrit pour Deine Lakaien mais aussi pour plusieurs autres projets dont son propre groupe solo (qui porte son nom). Sa carrière l'a amené à collaborer et chanter dans d'autres projets tels que Schiller et Visionen (un double CD mettant en musique les textes d'Edgar Allan Poe).
Alexander Veljanov a vécu et travaillé à Berlin, Munich et Londres. Parlant très rarement de lui il préserve ainsi sa vie privée pour ajouter au mystère de son personnage.

## Discographie (solo)

### Run Run Vanguard
- 1993: Run Run Vanguard - Suck Success - album

### Alexander Veljanov
- 1998: Veljanov - Secrets of the Silver Tongue - album
- 1998: Veljanov - The Man With a Silver Gun - MCD
- 1998: Veljanov - Past and Forever - MCD
- 2001: Veljanov - The Sweet Life - album
- 2001: Veljanov - Fly Away - MCD
- 2008: Veljanov - Nie mehr/ Königin aus Eis - MCD
- 2008: Veljanov - Porta Macedonia - album

### Collaborations
- 1991: The Perc Meets the Hidden Gentleman - Lavender - album, sur  The Composition of Incense
- 1993: Das Holz - sur The Lizard King: A Tribute to Jim Morrison Wave & Electro Cover Versionen, Spanish Caravan
- 1994: Estampie - Ludus Danielis - album, sur Abacuc
- 1995: Sleeping Dogs Wake - Hold me under the Stars - MCD, sur Hold me.
- 1996: Estampie - Crusaders - album, sur Ahi, amors, Chaterai por mon corage, Imperator Rex Greacorum, Maugréz tous sainz, Palästinalied, Quant amors trobet partir
- 1998: Das Holz - Drei - album, sur Alice + Jolene.
- 2000: Estampie - Ondas - album, sur O Fortuna.
- 2002: Stendal Blast - Nur ein Tag - MCD, sur tout le maxi.
- 2004: Schiller - Leben - album, sur Desire.
- 2006: Edgar Allan Poe Projekt - Visionen - double album CD2, sur Lied Für Annabel Lee.